# はぎわら大橋
はぎわら大橋（はぎわらおおはし）は、岐阜県下呂市の飛騨川に架かる橋である。国道257号馬瀬・萩原バイパス（下呂市萩原町花池地内 - 下呂市馬瀬名丸地内）の一部である。
はぎわら大橋の「はぎわら」は、かつての益田郡萩原町（現・下呂市）に由来する。

## 概要
- 供用：2006年（平成18年）3月
- 延長：283.0m
- 区間：岐阜県下呂市萩原町花池 - 下呂市萩原町跡津

## その他
- 萩原町花池の国道41号と国道257号の交点から、はぎわら橋まではループ構造であり、国道257号はループで国道41号を跨ぐ。
- 萩原町跡津は、岐阜県道88号下呂小坂線と接続する。